# Julien Bernard
Julien Bernard (født 17. marts 1992 i Nevers) er en cykelrytter fra Frankrig, der er på kontrakt hos Lidl-Trek.

## Karriere
Bernard har kørt for Lidl-Trek, siden han kom ind på holdet som stagiaire i efteråret 2015. I februar 2020 vandt han sin første professionelle sejr, da han vandt 3. etape af Tour des Alpes-Maritimes et du Var.